# Lavras
Pour les articles homonymes, voir Lavras (homonymie).
Lavras est une municipalité brésilienne de l'État du Minas Gerais et la microrégion de Lavras, et a une population de 101 208 habitants (2016).

## Maires
| Période | Période | Identité                      | Étiquette | Qualité |
| ------- | ------- | ----------------------------- | --------- | ------- |
| 2009    | 2012    | Jussara Menicucci de Oliveira | PSDB      |         |

## Personnalités liées à la commune
- Alemão (né en 1961), ancien footballeur
- Claudio Caçapa (né en 1976), ancien joueur de football